# Grootberg
Der Grootberg ist ein Tafelberg im Damaraland in der Region Kunene im Nordwesten Namibias. Er erreicht eine Höhe von 1640 m über dem Meeresspiegel. Der Berg ist vulkanischen Ursprungs und bildet ein Richtung Süden offenes, U-förmiges Plateau über dem Canyon des Klip-Riviers. Der Klip ist ein linker Zufluss des Ugab.
Der Grootberg liegt rund 80 km westlich von Kamanjab. Der Berg kann über den Grootberg Pass und die Hauptstraße C39 auch von Twyfelfontein bzw. Torra Bay erreicht werden. Eine gleichnamige Lodge befindet sich auf dem Grootberg.

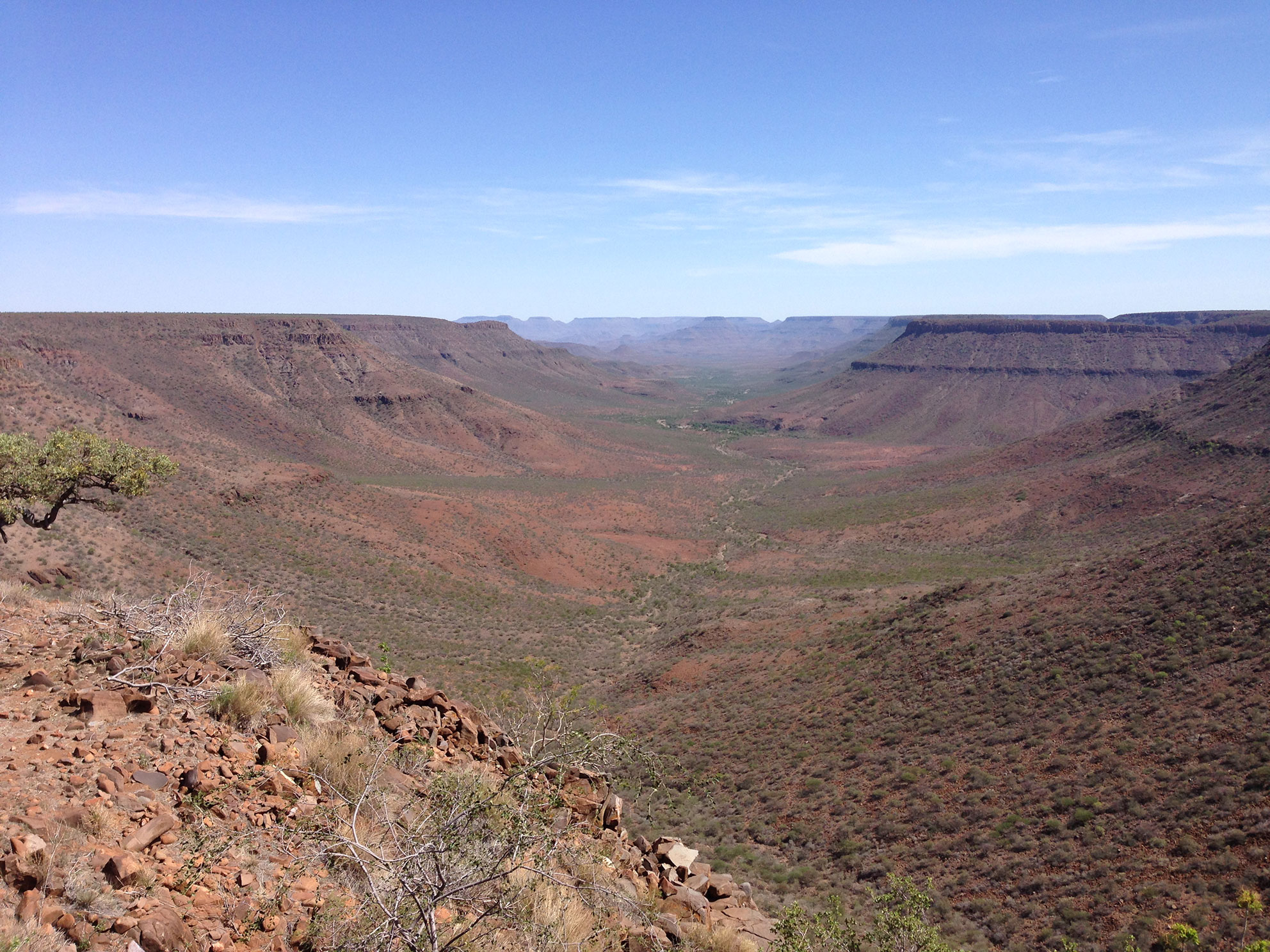
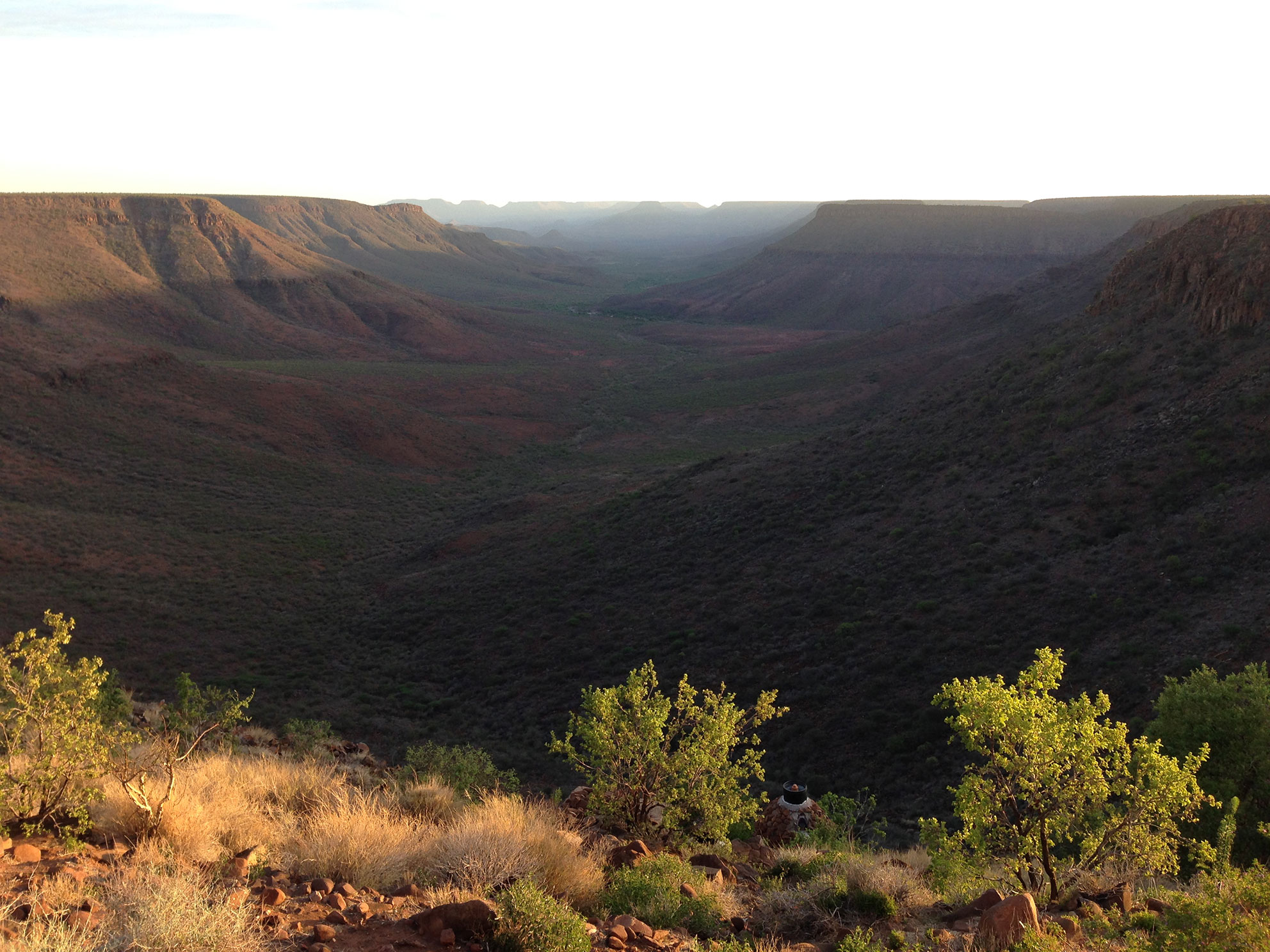